# August Šenoa
August Ivan Nepomuk Eduard Šenoa (Zagabria, 14 novembre 1838 – Zagabria, 13 dicembre 1881) è stato uno scrittore croato.

## Biografia
Nato in una famiglia della piccola borghesia, studiò giurisprudenza a Praga e a Vienna. Tornato in patria, svolse un'intensa attività giornalistica, teatrale (fu anche regista), e letteraria, imponendosi con una vasta produzione di poesie, novelle, drammi, saggi critici e traduzioni.
La parte più viva della sua opera è costituita tuttavia dalla produzione narrativa. Grazie ai suoi principali romanzi è considerato il miglior esponente del tardo romanticismo croato per l'abilità e la freschezza del racconto e la vivacità dello stile.
Influenzò le prime opere dello scrittore e politico croato Eugen Kumičić.

## Opere principali
- L'oro dell'orefice, del 1872.
- Dio ne scampi dai Segnani, del 1875.
- La rivolta dei contadini, del 1877.
- Diogenes, del 1878.

## Curiosità
L'esatto spelling del suo nome è Schenoa, correttamente scritto secondo l'alfabeto croato come Šenoa.